# Jack Parow

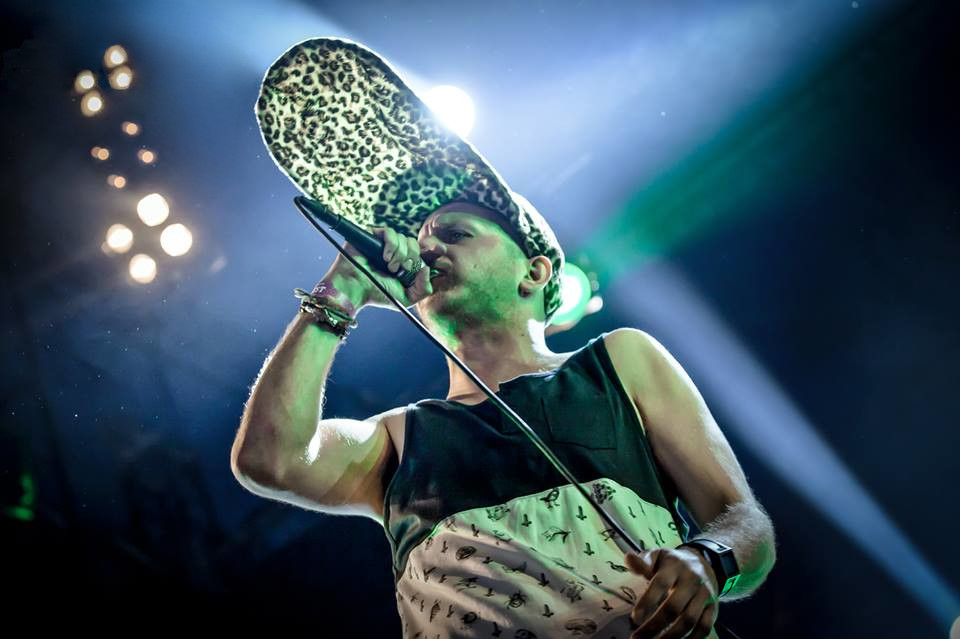
Jack Parow

Zander Tyler, bättre känd under artistnamnet Jack Parow är en sydafrikansk rappare från Bellville i Kapstaden i Västra Kapprovinsen.
Parow började med att rappa på engelska men insåg snart att afrikaans fungerade bättre. Han släppte sitt självbetitlade debutalbum i maj 2010. Parow har också samarbetat med sydafrikanska artistkolleger som Die Heuwels Fantasties, Die Antwoord och Fokofpolisiekar.